# Adelaide Estrada

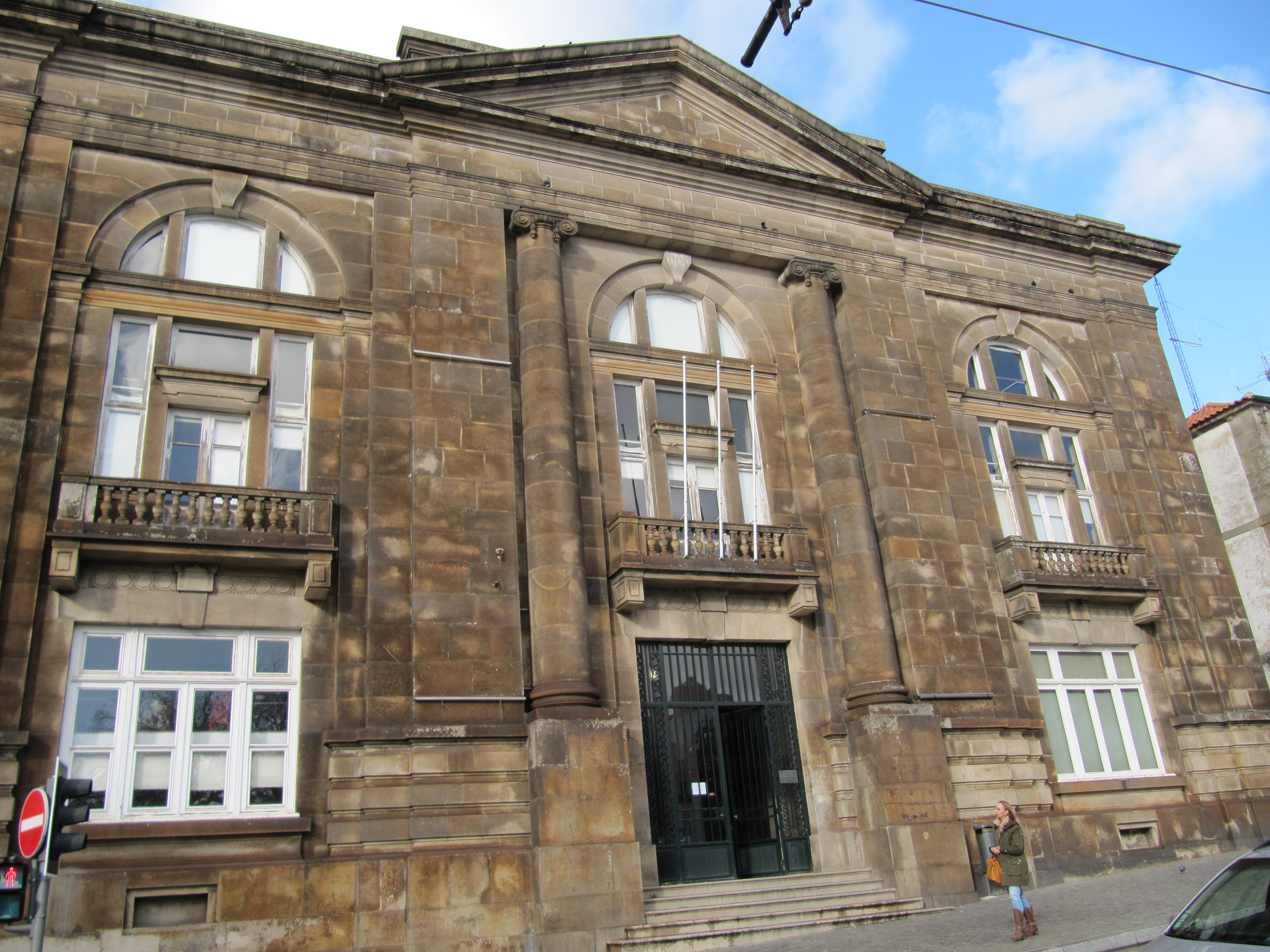
Universidad de Oporto, ICBAS

Adelaide Augusta Fernandes Estrada (Oporto, 29 de septiembre de 1898-Oporto, 18 de octubre de 1979), fue una doctora, científica y activista política portuguesa. Ejerció como profesora e investigadora en el ámbito de la histología, análisis clínicos y la biología celular, habiendo realizado un extenso trabajo de publicaciones científicas en estas tres áreas. Estrada se convirtió en 1928 en la segunda mujer en ser admitida en la Sociedad Portuguesa de Biología. Fue investigadora en el Instituto de Histología y Embriología de la Facultad de Medicina de Oporto y en el Centro de Estudios Microscópicos del Instituto de Alta Cultura. También fue la segunda portuguesa en obtener un doctorado en Biología.

## Trayectoria
Adelaide Estrada nació el 29 de septiembre de 1898 en Vitória en Oporto. Se formó como ayudante en el Hospital Joaquim Urbano. En octubre de 1921, comenzó a estudiar la carrera de Medicina en la Facultad de Medicina de la Universidad de Oporto (FMUP), donde más tarde fue profesora.
En 1922, siendo aún estudiante universitaria, Estrada comenzó a trabajar en el Instituto de Histología y Embriología de la FMUP. Allí conoció al médico Abel Salazar, quien se convirtió en su colega y colaborador en varias investigaciones. También formó parte del Curso de Parasitología y fue nombrada asistente libre de Histología, por decisión del Consejo Escolar, en 1923. Tres años después fue nombrada Formadora del Laboratorio de Análisis Clínicos (Laboratorio Noble) de la Facultad de Medicina de Oporto. En 1932, fue nombrada asistente voluntaria en la Clínica de Enfermedades Infecciosas FMUP.
Colaboró en la revista Pensamento, del Instituto de Cultura Socialista, que se publicó en Oporto, y en O Sol Nascente, donde algunas mujeres escribieron sobre la condición femenina y su participación más activa en la sociedad. Se opuso al Estado Nuevo (Portugal) y apoyó las candidaturas de los generales José Norton de Matos (1949) y Humberto Delgado (1958), en las respectivas campañas para la Presidencia de la República.
En 1941 inició sus prácticas en el Centro de Estudios Microscópicos de la Facultad de Farmacia de la Universidad de Oporto, creado por el Instituto de Cultura Superior, donde Estrada estuvo activa hasta su cierre. En 1942 fue becada por la Fundación para la Ciencia y la Tecnología. En 1950 se retiró como formadora del Laboratorio de Análisis Clínicos, y dos años después creó un laboratorio de análisis privado en Oporto. Participó en reuniones científicas, como el III Congreso Nacional de Medicina celebrado en Lisboa en 1928, el Congreso de la Asociación de Anatomistas en 1933 y en las reuniones del Instituto Portugués de Oncología (IPO) en Lisboa en 1941.
Estrada falleció el 18 de octubre de 1979. Desde 1991, una calle de la ciudad de Oporto, en el área de Prelada, lleva su nombre. 

## Publicaciones científicas
Estrada escribió diversos artículos sobre citología, análisis clínico e histología. Algunas de sus publicaciones fueron escritas en colaboración con otros investigadores, como Abel Salazar, Júlio Machado Vaz, Nery de Oliveira y Carlos Ramalhão.
- 1935: A propósito do primeiro caso de Kalazar em Portugal
- 1935: Schillingomania em Portugal
- 1936: A punção diagnóstico ou citopunção
- 1936: Questões de nomenclatura hematológica
- 1937: Ainda a propósito do primeiro caso de Kalazar do adulto em Portugal
- 1938: O terceiro caso de Kalazar do adulto em Portugal (com Nery de Oliveira)
- 1942: A nova teoria do Prof. Abel Salazar sobre os granulócitos
- 1943: Fórmula d' Arneth e os índices hematológicos em face da nova teoria do neutrófilo
- 1944: As novas ideias e teorías de Abel Salazar sobre o equilíbrio citológico do sangue e suas perturbações
- 1944: Novo caso de Kalazar do adulto em Portugal (com Emídio Ribeiro)
- 1944: O método gráfico, de A. L. Salazar, no estudo do equilíbrio neutrocitário
- 1945: Sur les ombres nucléaires

## Colaboración en revistas
Estrada escribió para revistas como O Diabo, Pensamento: Órgão do Instituto de Cultura Socialista, la brasileña Esfera y Sol Nascente.

## Reconocimientos
A lo largo de su carrera fue elegida miembro de la Sociedad Portuguesa de Biología en 1928, de la Asociación de Anatomistas en 1932 y de la Sociedad Internacional de Hematología.
Fue homenajeada en la exposición Adelaide Estrada: Beyond Science en Casa-Museo Abel Salazar (septiembre a noviembre de 2019) El 24 de septiembre de 2019, el profesor António Coimbra dio la conferencia titulada Trabajo científico de Adelaide Estrada en la Casa Común del rectorado de la Universidad de Oporto.
Estrada es la única doctora incluida en la toponimia de Oporto.